# Castell Hohenwerfen
El Castell Hohenwerfen o Festung Hohenwerfen o Burg Hohenwerfen, és una enorme fortificació situada en un promontori pertanyent a la muntanya Hochkönig, a la ribera del riu Salzach, dominant la ciutat de Werfen a Àustria. Està datat al segle XI.

## Història
La primera fortificació va ser construïda entre 1075 i 1078 durant la controvèrsia de la investidura imperial, per ordre de l'arquebisbe Gebhard de Salzburg com un baluard estratègic. Gebhard era aliat del papa Gregorio VII i oposat al rei Rodolf de Rheinfelden. Hi havia tres grans castells per protegir l'Arquebisbat de Salzburg de les forces del rei Enric IV : est d'Hohenwerfen, la Fortalesa d'Hohensalzburg a Salzburg i el Castell de Petersberg a Friesach (Caríntia).
L'arquebisbe Gebhard va ser expulsat el 1077 i no va poder tornar a Salzburg fins al 1086, per morir al Castell d'Hohenwerfen dos anys més tard.

## Propietaris
Antigament, el castell pertanyia a la família dels Habsburg d' Àustria. La finca és ara propietat de l'estat de Salzburg.

## En la cultura popular
- Parts del castell com del poble de Werfen van ser escenaris de la pel·lícula de 1968 El desafiament de les àguiles .
- Algunes parts pròpies del castell es van utilitzar en la pel·lícula francesa Acabats de casar.[4]
- Els exteriors del Castell d'Hohenwerfen es van utilitzar a la minisèrie El desè regne.[5]
- Apareix en l'últim episodi de la primera temporada de la sèrie The man in the high castle .
- Apareix al FPS Call of Duty: Black Ops 3 com un escenari de la popular manera de joc zombies, anomenant-se el mapa Der Eisendrache (El drac de ferro), en el qual apareix severament modificat, però certes parts de l'estructura es mantenen fidel al castell reial
- És el castell on es va rodar la sèrie de TV "La tia de Frankenstein" als anys '80.

## Galeria d'imatges

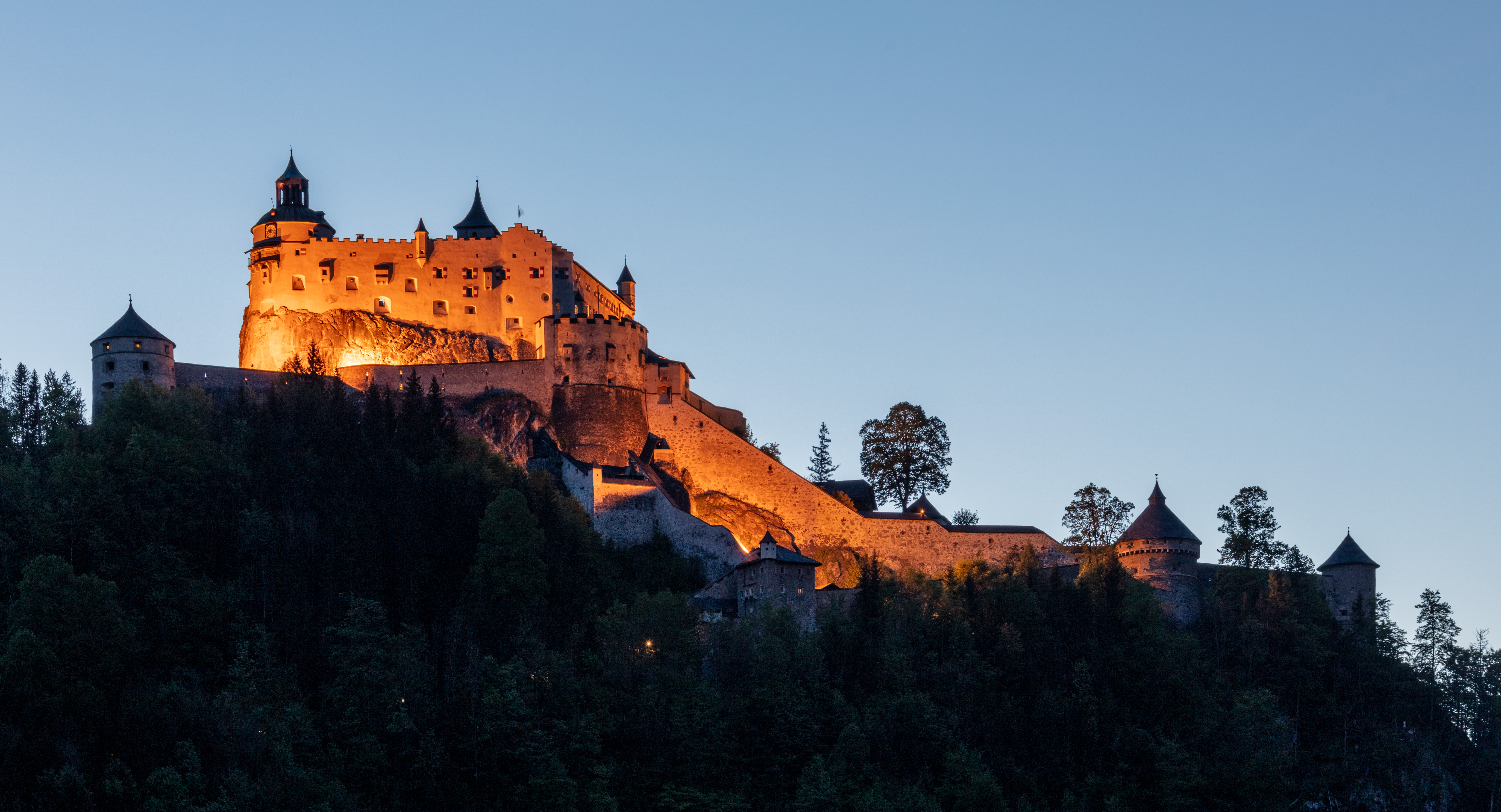
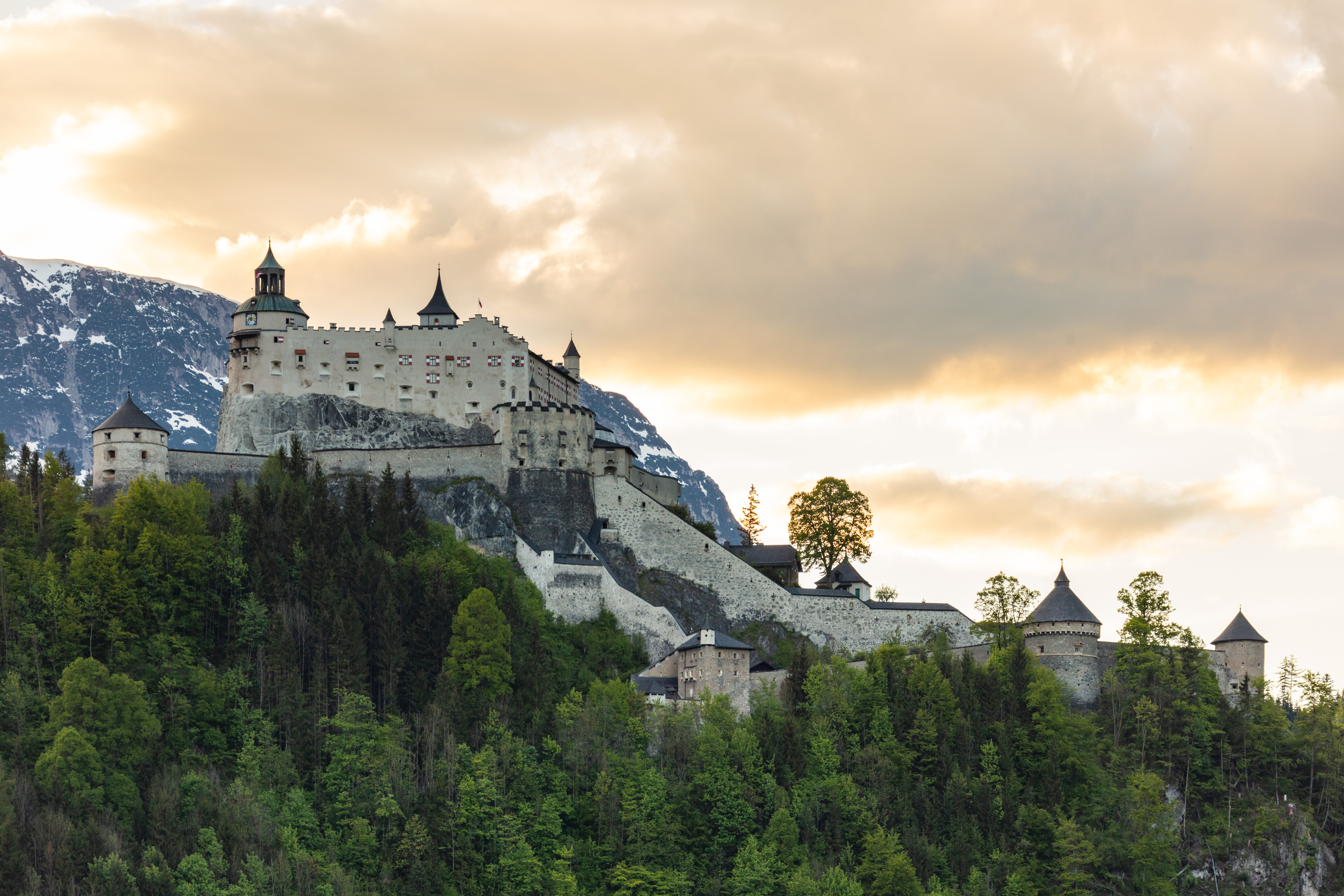
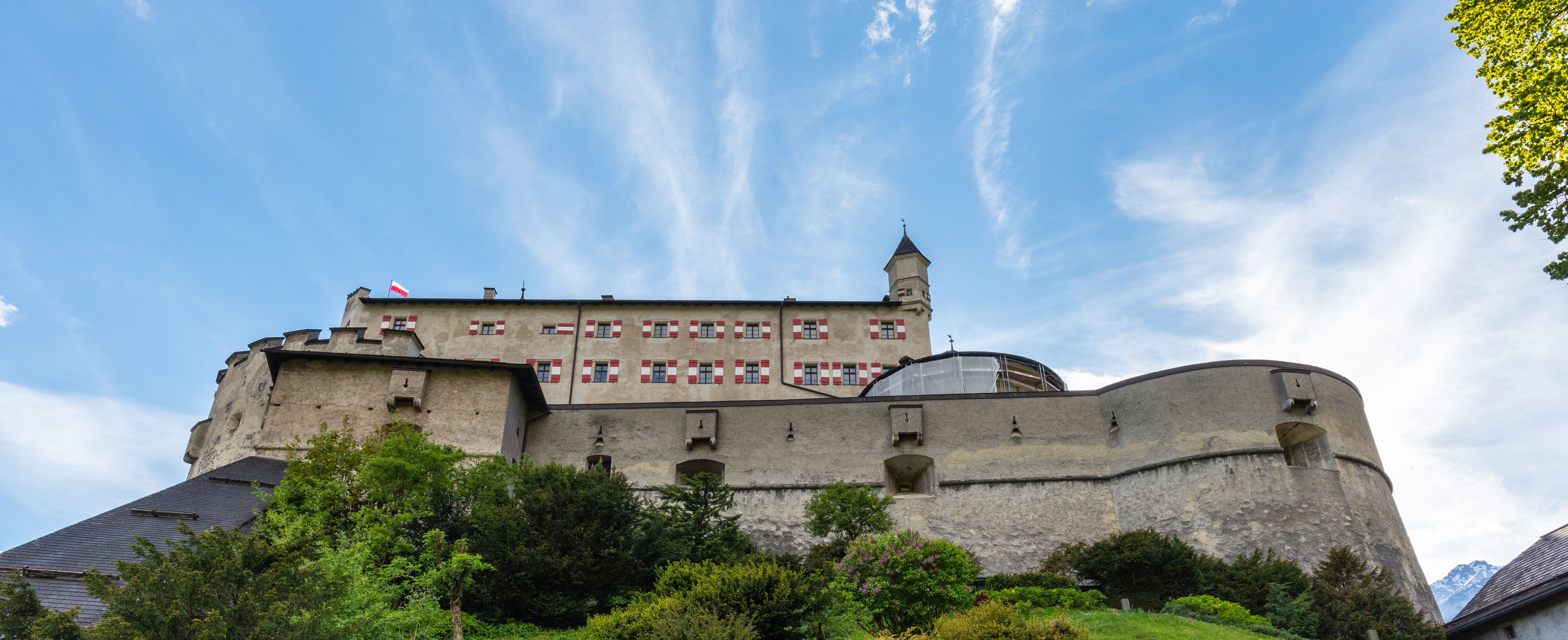
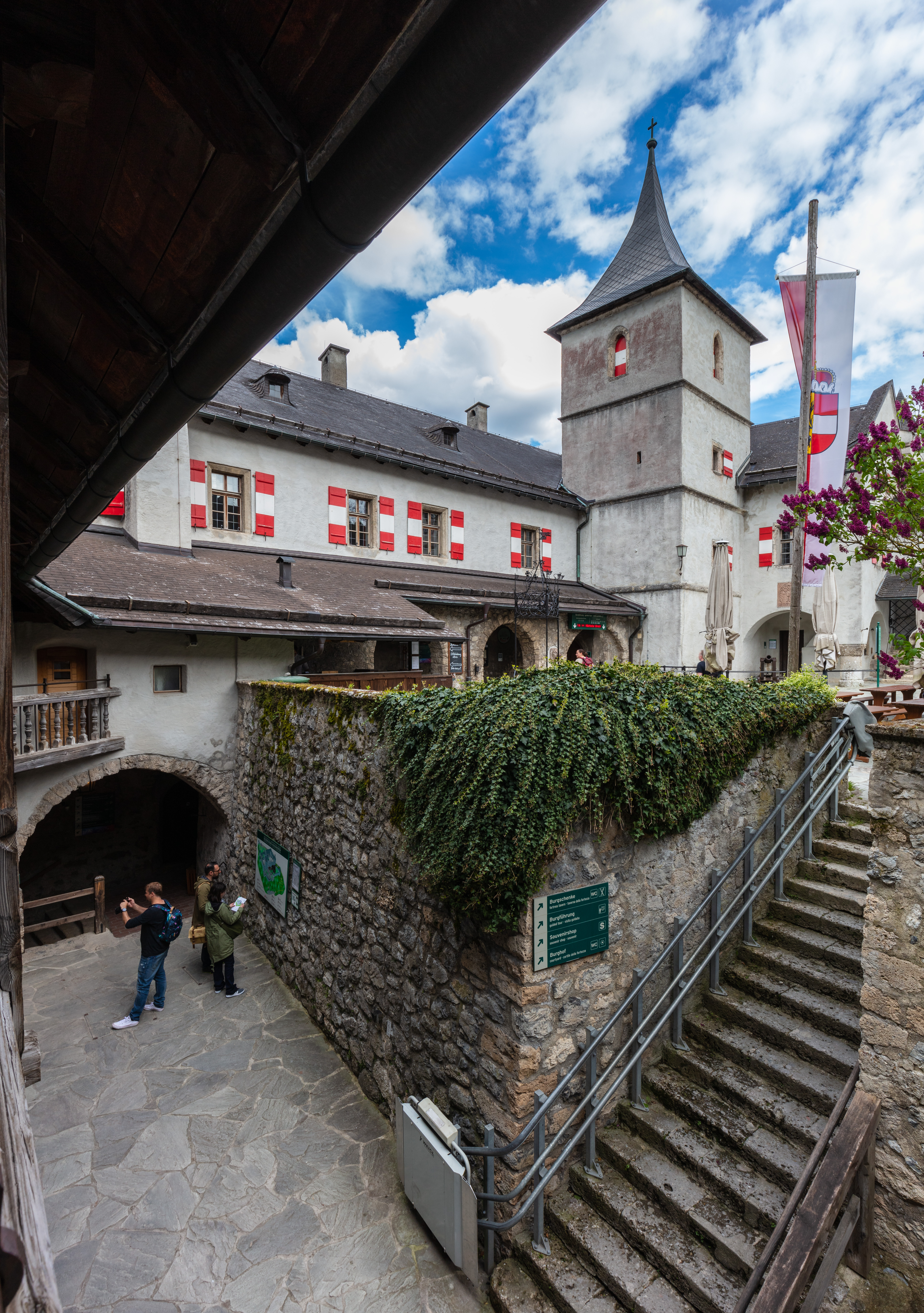
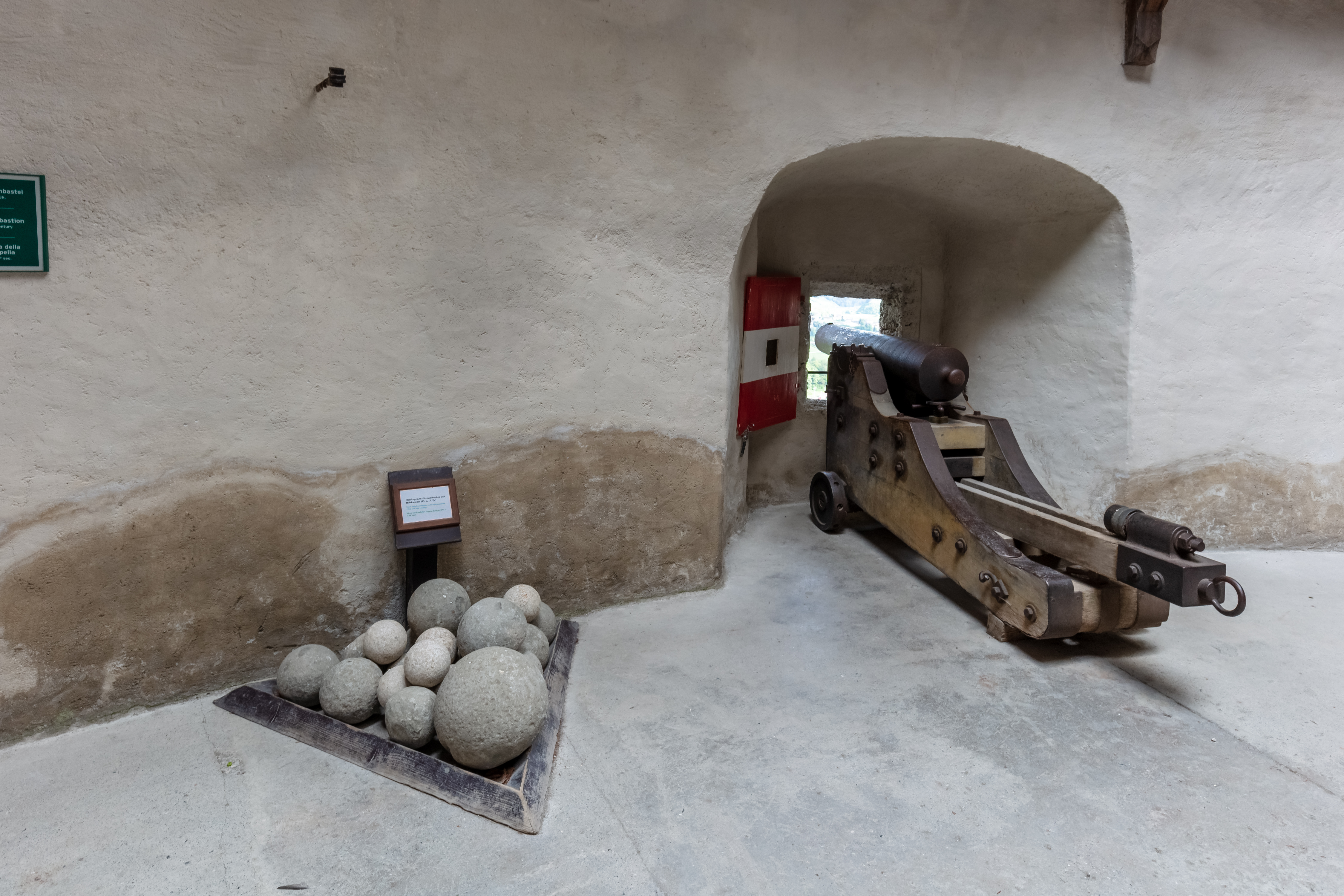
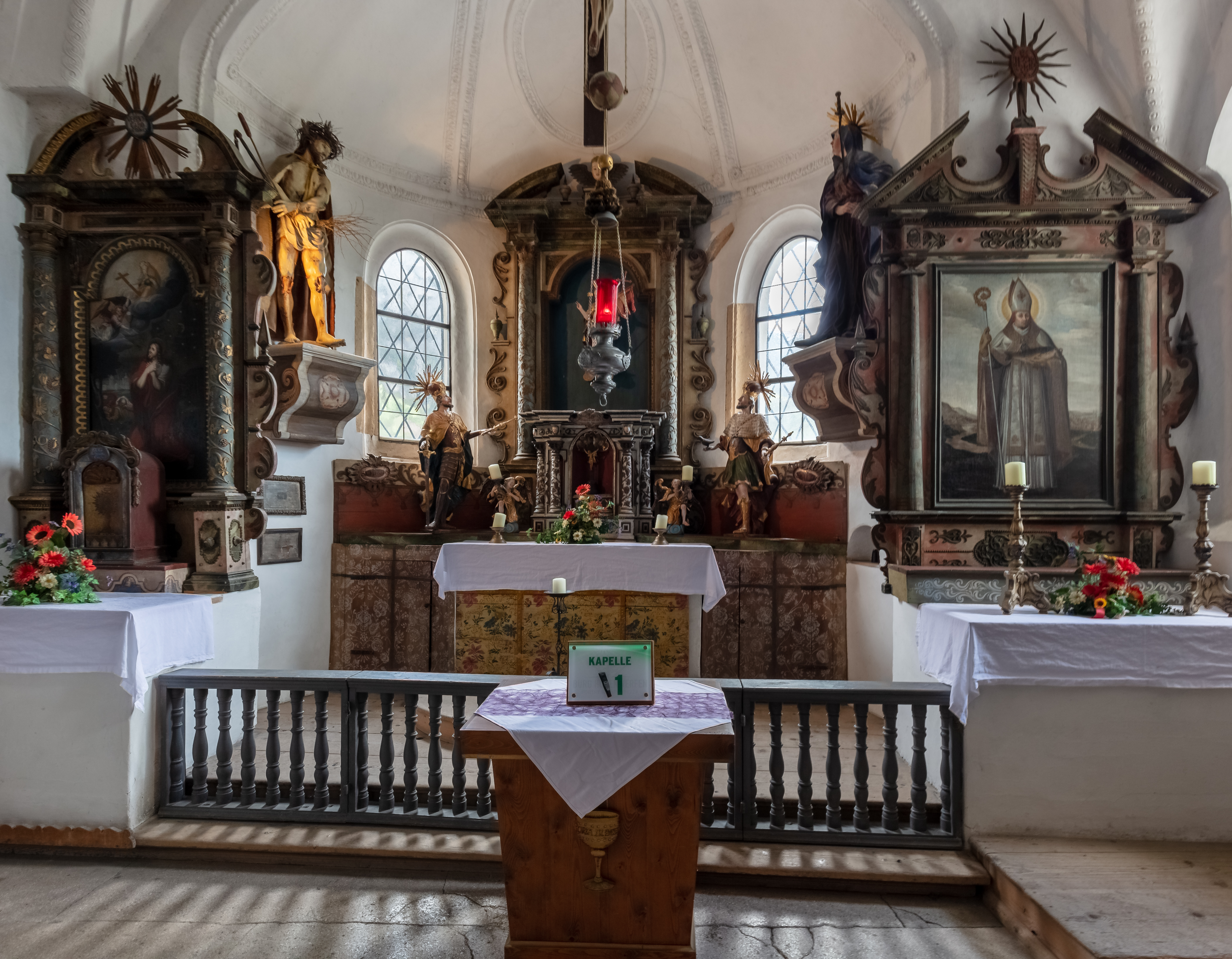
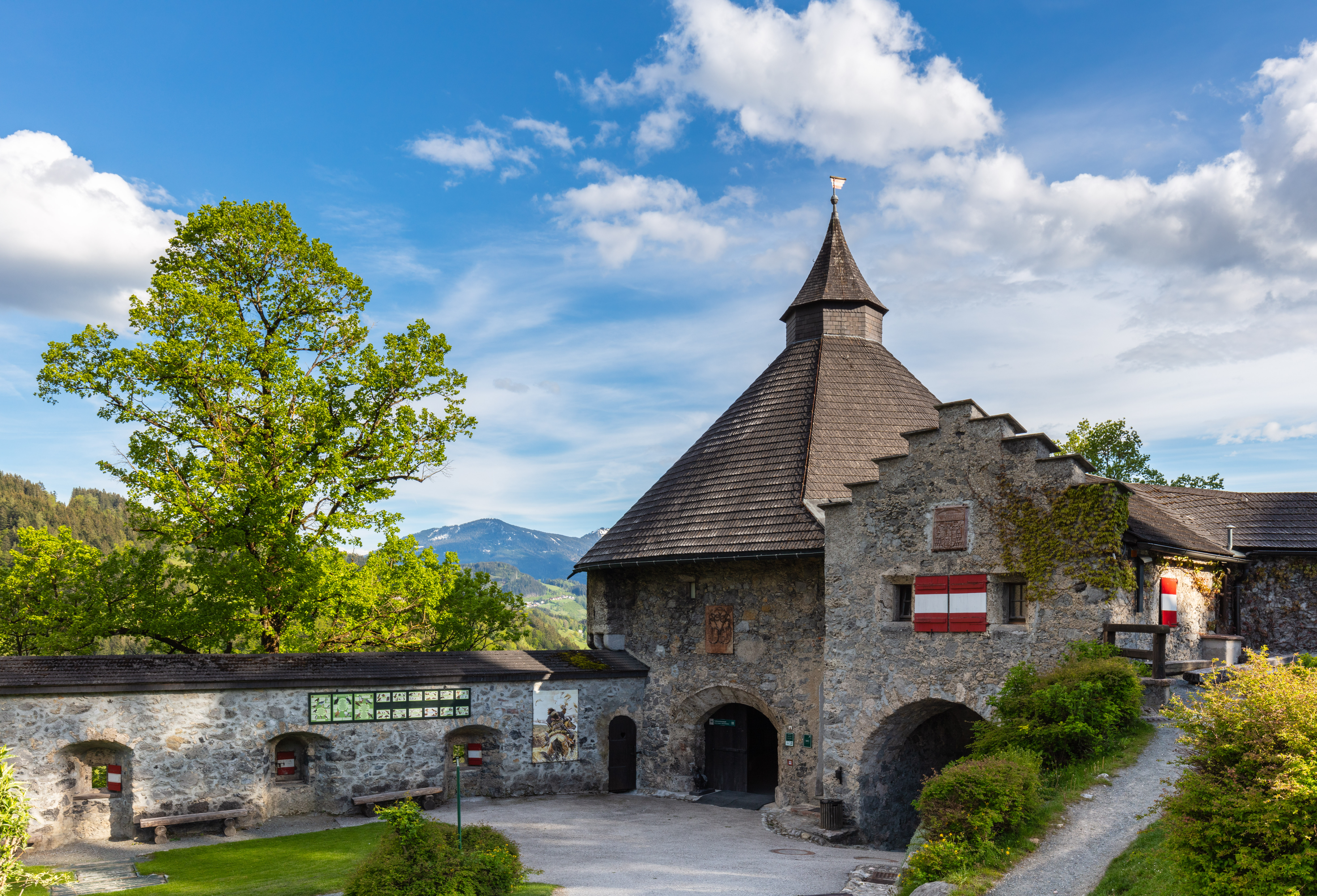
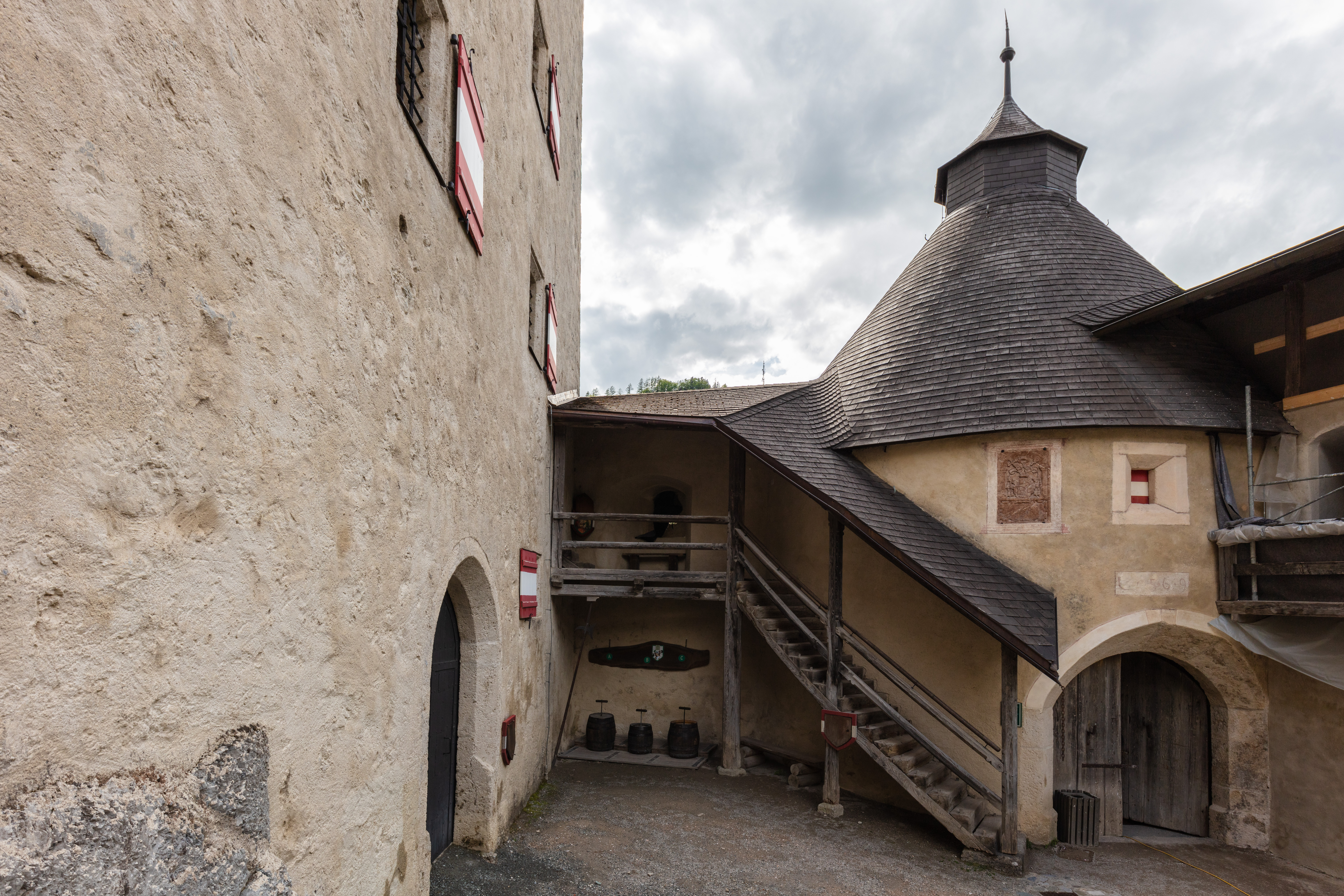
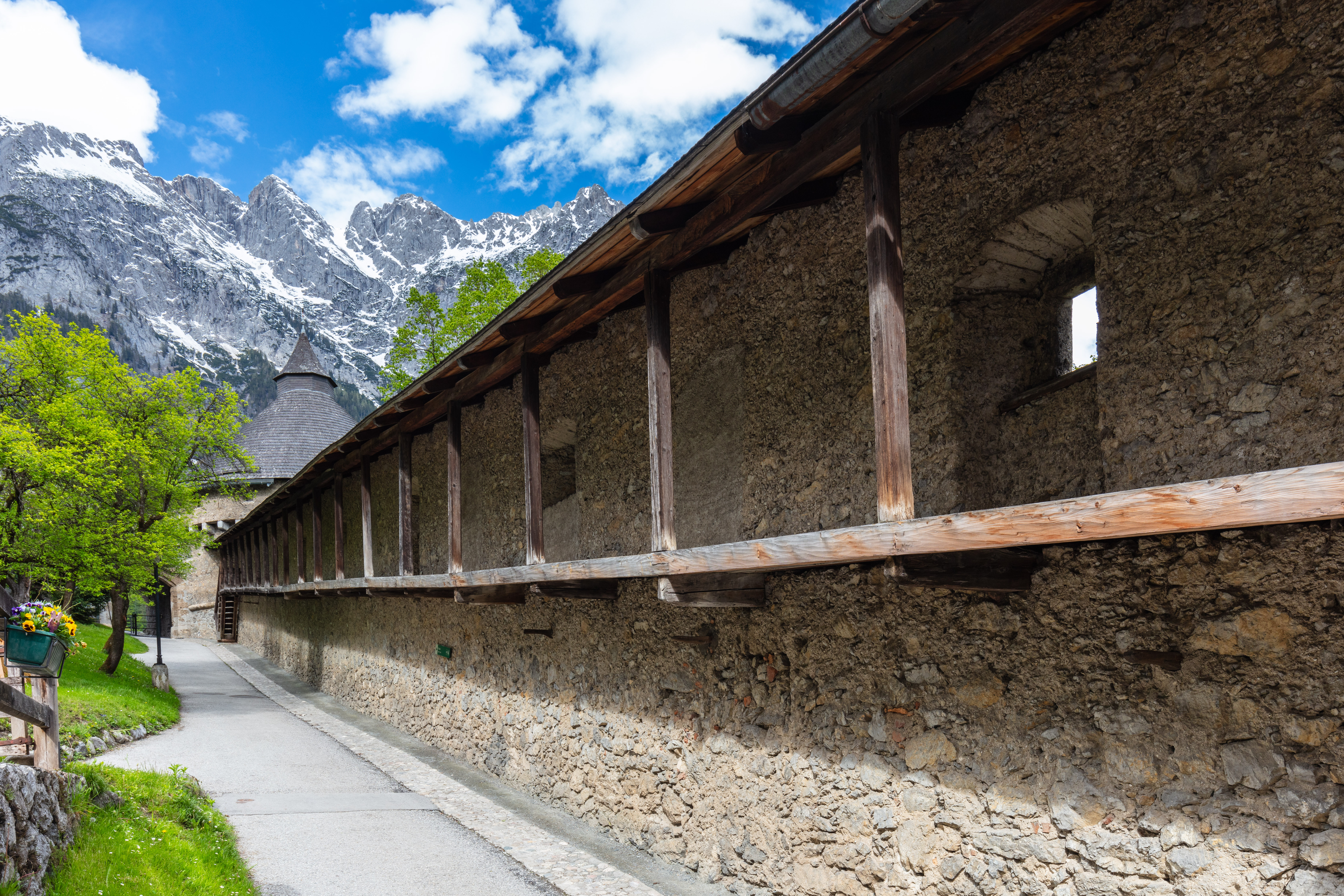
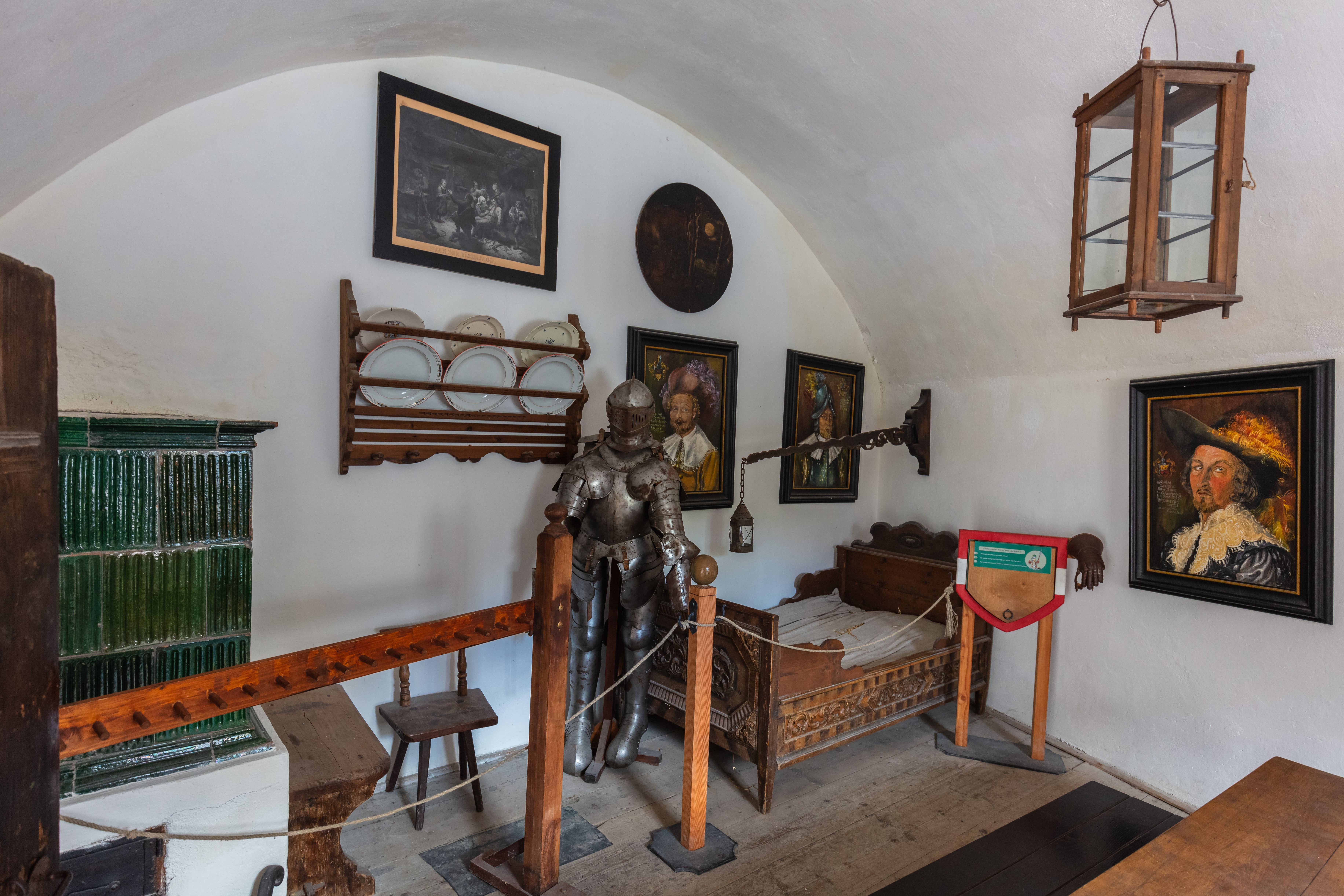
Cambra interior.